# ویکتوریا تنانت
ویکتوریا تنانت (انگلیسی: Victoria Tennant؛ زادهٔ ۳۰ سپتامبر ۱۹۵۰) هنرپیشه اهل انگلستان است.
از فیلم‌ها یا برنامه‌های تلویزیونی که وی در آن نقش داشته‌است می‌توان به خواهری از سفر آرزوها، سرگذشت ندیمه، پیمان هالکرافت، ابوالهول، همه من، داستان ال.ای و طاعون اشاره کرد.